# Electronica 2: The Heart of Noise
Ne doit pas être confondu avec Electronica.
Albums de Jean-Michel Jarre
Electronica 1: The Time Machine
(2015) Oxygène 3
(2016)
Singles
1. The Heart of Noise, Pt. 1
Sortie : février 2016
2. The Heart of Noise, Pt. 2
Sortie : février 2016
3. What You Want
Sortie : mars 2016
4. Exit
Sortie : 15 avril 2016
5. As One
Sortie : 29 avril 2016

Electronica 2: The Heart of Noise est le dix-huitième album studio de Jean-Michel Jarre, sorti en 2016 chez Columbia Records. Il fait suite à Electronica 1: The Time Machine, sorti un an plus tôt.

## Un album de collaborations
L'album ne contient que des collaborations avec des artistes qui sont « une source d’inspiration » pour le compositeur français : Rone, Pet Shop Boys, Primal Scream, Julia Holter, Gary Numan, Jeff Mills, Peaches, Siriusmo, Yello, The Orb, Sébastien Tellier, Hans Zimmer, Cyndi Lauper et Christophe.
On retrouve par ailleurs la présence d'Edward Snowden, impliqué dans les révélations d'informations secrètes de la NSA en 2013. Jean-Michel Jarre a enregistré un entretien avec lui à Moscou, dont des extraits sont insérés dans le morceau Exit. Jean-Michel Jarre déclare que cela se prêtait à l'album « un des thèmes de tout ce projet, c'est notre rapport ambigu à la technologie. Certaines personnes passent aujourd'hui plus de temps à caresser leur smartphone que leur partenaire ».

## Liste des titres
| 1.    | The Heart of Noise, Pt. 1 (feat. Rone)   | Jarre, Erwan Castex                                | 4:26 |
| 2.    | The Heart of Noise, Pt. 2                | Jarre                                              | 4:10 |
| 3.    | Brick England (feat. Pet Shop Boys)      | Jarre, Neil Tennant, Chris Lowe                    | 4:01 |
| 4.    | These Creatures (feat. Julia Holter)     | Jarre, Julia Holter                                | 3:40 |
| 5.    | As One (feat. Primal Scream)             | Jarre, Andrew Innes, Bobby Gillespie, Robert Young | 3:58 |
| 6.    | Here For You (feat. Gary Numan)          | Jarre, Gary Numan                                  | 3:59 |
| 7.    | Electrees (feat. Hans Zimmer)            | Jarre, Hans Zimmer                                 | 4:10 |
| 8.    | Exit (feat. Edward Snowden)              | Jarre                                              | 6:19 |
| 9.    | What You Want (feat. Peaches)            | Jarre, Merrill Nisker                              | 3:27 |
| 10.   | Gisele (feat. Sébastien Tellier)         | Jarre, Sébastien Tellier                           | 3:43 |
| 11.   | Switch on Leon (feat. The Orb)           | Jarre, Alex Paterson, Thomas Fehlmann              | 4:43 |
| 12.   | Circus (feat. Siriusmo)                  | Jarre, Moritz Friedrich                            | 3:09 |
| 13.   | Why This, Why That and Why (feat. Yello) | Jarre, Dieter Meier, Boris Blank                   | 3:58 |
| 14.   | The Architect (feat. Jeff Mills)         | Jarre, Jeff Mills                                  | 4:43 |
| 15.   | Swipe to the Right (feat. Cyndi Lauper)  | Jarre, Cyndi Lauper, Carmen Cacciatore             | 4:54 |
| 16.   | Walking the Mile (with Christophe)       | Jarre, Daniel Bevilacqua                           | 4:52 |
| 17.   | Falling Down                             | Jarre                                              | 3:23 |
| 18.   | The Heart of Noise (The Origin)          | Jarre                                              | 2:39 |
| 74:14 |                                          |                                                    |      |

- As One contient des samples de Come Together de Primal Scream

## Classements
| Pays et classements (2016)         | Meilleure position |
| ---------------------------------- | ------------------ |
| Autriche (Ö3 Austria Top 40)       | 22                 |
| Belgique (Flandre Ultratop)        | 14                 |
| Belgique (Wallonie Ultratop)       | 8                  |
| République tchèque (IFPI)          | 3                  |
| Pays-Bas (Mega Album Top 100)      | 14                 |
| Finlande (Suomen virallinen lista) | 19                 |
| France (SNEP)                      | 9                  |
| Allemagne (Media Control AG)       | 12                 |
| Hongrie (Mahasz)                   | 15                 |
| Irlande (IRMA)                     | 47                 |
| Italie (FIMI)                      | 25                 |
| Norvège (VG-lista)                 | 27                 |
| Pologne (ZPAV)                     | 9                  |
| Suède (Sverigetopplistan)          | 27                 |
| Suisse (Schweizer Hitparade)       | 5                  |
| Royaume-Uni (UK Albums Chart)      | 8                  |